# Canoe

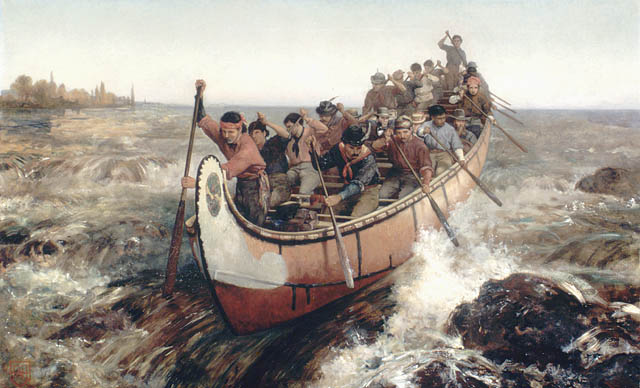
Podróżne canoe na porohach rzeki Niagara

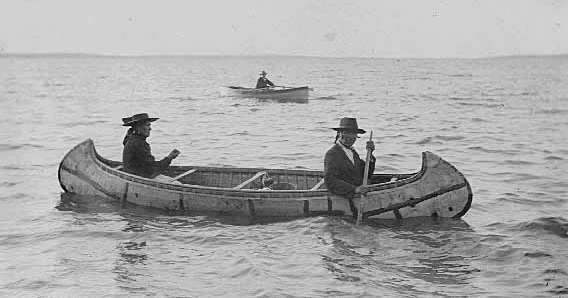
Typowe indiańskie canoe z kory brzozowej

Canoe (pol. kanu) – tradycyjna łódź wiosłowa (czasem żaglowa) Indian północnoamerykańskich; stanowiła ogromny wkład w eksplorację i podbój wschodnich obszarów kontynentu przez przybyszów z Europy, którym ułatwiała poruszanie się po bogatym w rzeki i jeziora terenie. 
Pierwotnie były to dłubanki (czasem z drewna balsa) o coraz doskonalszych kształtach, ale w czasach historycznych pojawiły się canoe kryte korą lub skórami zwierzęcymi, przy czym spoiny uszczelniano żywicami lub tłuszczami zwierzęcymi. Kryte korą brzozową canoe było lekkie i tym samym łatwe do przenoszenia pomiędzy ciekami wodnymi, miały małe zanurzenie, a więc mogły poruszać się nawet wzdłuż niewielkich strumieni. Sposób wiosłowania tymi wąskimi i wywrotnymi łodziami pozwalał Indianom i traperom poruszać się cicho i szybko.
Szkielet canoe budowano z gałęzi świerkowych, wyjątkowo z czerwonego żywotnika. Pokrycie z kory zszywano przy użyciu włókien roślinnych lub jelit zwierzęcych, a następnie uszczelniano. Wewnętrzne lico kory znajdowało się po wewnętrznej stronie łodzi, gdy powierzchnię zewnętrzną – często bogato malowaną – stanowiła zewnętrzna gładź kory brzozowej. Dziób i rufa były zakończone półokrągło ze znacznym wychyleniem w kierunku wnętrza łodzi. Symetria canoe powodowała, że można było nim pływać w obu kierunkach, przy prostej zmianie osadzenia wioślarzy.
Canoe były używane na wschód od Gór Skalistych, a zwłaszcza w regionie Wielkich Jezior. Różniły się rozmiarami: od małych jedno- i dwuosobowych do poruszania się po mniejszych rzekach i strumieniach, aż po canoe podróżne (wojenne) o długości 12–13 metrów z ośmioma, a nawet dziesięcioma wioślarzami (wyjątkowo budowano jeszcze większe, obsługiwane nawet przez dwudziestu wioślarzy-wojowników) do poruszania się w obrębie krainy Wielkich Jezior. Canoe średniej wielkości (około 8-metrowej długości), służące do poruszania się po mniejszych jeziorach i średniej wielkości rzekach, obsługiwało zazwyczaj 4–5 ludzi, najczęściej podczas wypraw wojennych. 
Niewątpliwą zaletą canoe była znaczna elastyczność konstrukcji, co pozwalało pokonywać w nich porohy, a nawet mniejsze wodospady.